# Wysalanie białek
Wysalanie białek – strącanie białek z roztworów poprzez dodanie stężonego roztworu soli. Proces jest wynikiem zaburzenia otoczki solwatacyjnej i agregacji cząsteczek białek w wyniku łatwiejszego kontaktu pomiędzy polarnymi grupami sąsiadujących cząsteczek. Proces ten jest przejściem zolu w żel (koagulacja), nie narusza struktury białka, także czwarto- i trzeciorzędowej (nie powoduje denaturacji) i jest odwracalny.
Białko najłatwiej wysolić w pH równym jego punktowi izoelektrycznemu.